# Korsblomst-ordenen
Korsblomst-ordenen (Brassicales) er en stor orden med mange familier. De fælles træk er følgende: Alle arter i ordenen indeholder et enzym ("myrosinase") der kan danne sennepsolie ud fra kemiske stoffer der kaldes "sennepsolieglukosider" eller "glucosinolater". Arterne indeholder desuden flavoner og tanniner, men disse kemiske stoffer findes i næsten alle højere planter. Bladene er spiralstillede. De 4-tallige blomster (Tropæolum-familien har dog 5-tallige blomster ifølge link nedenfor) sidder i endestillede klaser.
Sommerfuglelarver af hvidvingefamilien (Pieridae) lever ofte af planter fra denne orden.
| Familier |

- Akaniaceae
- Bataceae
- Korsblomst-familien (Brassicaceae)
- Kapers-familien (Capparaceae)
- Melontræ-familien (Caricaceae)
- Emblingiaceae
- Gyrostemonaceae
- Koeberliniaceae
- Sumpblomst-familien (Limnanthaceae)
- Moringaceae
- Pentadiplandraceae
- Reseda-familien (Resedaceae)
- Salvadoraceae
- Setchellanthaceae
- Tovariaceae
- Tropæolum-familien (Tropaeolaceae)
- Akaniaceae
- Bataceae
- Cleomaceae
- Emblingiaceae
- Gyrostemonaceae
- Koeberliniaceae
- Limnanthaceae
- Moringaceae
- Pentadiplandraceae
- Resedaceae
- Salvadoraceae
- Setchellanthaceae
- Tovariaceae
- Tropaeolaceae